# Павенський Олександр Олександрович
Олекса́ндр Олекса́ндрович Паве́нський (6 квітня 1989 — 20 березня 2016) — старший солдат Збройних сил України, учасник російсько-української війни.

## Життєпис
Народився 1989 року в селі Завалійки (Волочиський район Хмельницької області). Закінчив завалійську школу, Волочиське училище № 5. Пройшов строкову службу в армії; демобілізувавшись, працював в агрофірмі «Онікс», по тому — в дорожній службі (смт Війтівці).
В часи війни — старший солдат, головний сержант 1-го взводу 1-ї мотопіхотної роти, 39-й окремий мотопіхотний батальйон.
20 березня 2016 року в пообідню пору у промзоні Авдіївки на протитанковому фугасі підірвався військовий автомобіль ЗІЛ, загинули водій — старший солдат Олександр Павенський та командир роти капітан Петро Карташов.
24 березня 2016 року похований в селі Завалійки Волочиського району.

## Нагороди та вшанування
- указом Президента України № 132/2016 від 17 червня 2016 року «за особисту мужність і високий професіоналізм, виявлені у захисті державного суверенітету та територіальної цілісності України, вірність військовій присязі» — нагороджений орденом «За мужність» III ступеня (посмертно)[1].
- рішенням 7-ї сесії Волочиської районної ради від 14 липня 2016 року присвоєно звання «Почесний громадянин Волочиського району» (посмертно).